# Acronicta virgata
Acronicta virgata är en fjärilsart som beskrevs av Franz Dannehl 1929. Acronicta virgata ingår i släktet Acronicta och familjen nattflyn. Inga underarter finns listade i Catalogue of Life.